# Deutsche Ringermeisterschaften 1930
Die 22. deutschen Meisterschaften im Ringen wurden 1930 in Breslau ausgetragen.

## Ergebnisse

### Bantamgewicht
| Platz | Sportler        | Stadt/Verein        |
| ----- | --------------- | ------------------- |
| 1     | Jakob Brendel   | ASC Sandow Nürnberg |
| 2     | Hermann Fischer | Cannstatt           |
| 3     | Fritz Ostermann | Saarbrücken         |

### Federgewicht
| Platz | Sportler          | Stadt/Verein       |
| ----- | ----------------- | ------------------ |
| 1     | Alfred Lauterbach | Netschkau          |
| 2     | Fritz Maier       | ASV Heros Dortmund |
| 3     | Josef Sürth       | Köln               |

### Leichtgewicht
| Platz | Sportler       | Stadt/Verein       |
| ----- | -------------- | ------------------ |
| 1     | Fritz Scharfe  | Sportklub Hörde 04 |
| 2     | Ernst Montigel | Tuttlingen         |
| 3     | Ernst Steinig  | ASV Heros Dortmund |

### Weltergewicht
| Platz | Sportler      | Stadt/Verein |
| ----- | ------------- | ------------ |
| 1     | Jean Földeák  | Hamburg      |
| 2     | Hermann Simon | Koblenz      |
| 3     | Otto Scholl   | Stuttgart    |

### Mittelgewicht
| Platz | Sportler      | Stadt/Verein |
| ----- | ------------- | ------------ |
| 1     | Eduard Krämer | Duisburg     |
| 2     | Eugen Hässler | Göppingen    |
| 3     | Paul Hecker   | Hamburg      |

### Halbschwergewicht
| Platz | Sportler          | Stadt/Verein       |
| ----- | ----------------- | ------------------ |
| 1     | Anton Vogedes     | ASV Heros Dortmund |
| 2     | Heinrich Heitmann | Sportklub Hörde 04 |
| 3     | Willi Ibach       | Barmen             |

### Schwergewicht
| Platz | Sportler      | Stadt/Verein              |
| ----- | ------------- | ------------------------- |
| 1     | Georg Gehring | SV Siegfried Ludwigshafen |
| 2     | Ferdinand Muß | Sportklub Hörde 04        |
| 3     | Buchner       | Koblenz                   |

## Deutsche Mannschaftsmeister 1930
Der ASV Heros Dortmund gewann zum zweiten Mal nach 1927 die deutsche Mannschaftsmeisterschaft. Die Dortmunder verwiesen den Vizemeister von 1929, den AC Jugendkraft Zella-Mehlis, auf den zweiten Platz. Folgende Ringer gehörten zur Dortmunder Meisterschaftsmannschaft: Kuhnke, Fritz Maier, Eduard Sperling, Bottner, Schneppendahl, Kallnar und Anton Vogedes.